# 红球藻属
红球藻属（学名：Rhodella）为红球藻科的一个属。

## 下级分类
本属包括以下物种：
- Rhodella maculata L.V.Evans[1]
- Rhodella violacea (Kornmann) Wehrmeyer[2]